# Nagatinski Zaton
Nagatinski Zaton is een metrostation in aanbouw aan de Grote Ringlijn van de Moskouse metro in de gelijknamige buurt. Het station werd op 1 maart 2023 geopend als onderdeel van het traject  Nizjegorodskaja – Kasjirskaja.

## Geschiedenis
In het ontwerp uit 2011 van de grote ringlijn was op deze plaats alleen een nooduitgang gepland maar de Moskouse burgemeester Sergei Sobjanin besloot om hier een volwaardig station te bouwen. De naam was eerst toegekend aan station Klenovij Boelvar dat na dit besluit de huidige naam kreeg. In mei 2017 werd de aanbesteding gestart voor de bouw van de metrostations tussen  Nizjegorodskaja en Kasjirskaja. Volgens de aanbestedingsdocumentatie van het station zou de aannemer uiterlijk op 16 oktober 2017 beginnen met het bouwrijp maken, het begin van het boren van de tunnels stond voor uiterlijk op 1 juli 2018 en de oplevering zou uiterlijk op 18 juli 2020 plaatsvinden. Het contract voor de uitvoering van het bouw- en installatiewerk werd op 10 juli 2017 ondertekend door aannemer OOO MIP-STROY No. 1. De bouw van het station zou beginnen op 18 november 2017, maar op 20 september 2018 liet loco burgemeester M. Koesjnoellin echter weten dat de bouw pas in 2019 zal beginnen.

## Ligging en ontwerp
Het station ligt in het zuiden van Moskou in de gelijknamige buurt aan de oever van de Moskva op het terrein van een voormalige scheepswerf, ter hoogte van Kolomenskajastraat 3. De twee ondergrondse verdeelhallen hebben uitgangen aan weerszijden van de straat. Bovengronds komt een busstation voor de overstap tussen metro en bus. Het ondiep gelegen zuilenstation krijgt in dit geval twee zijperrons. Voor de inrichting van het station werd op 22 november 2017 een ontwerpwedstrijd uitgeschreven. Op 27 maart 2018 werd architectenbureau “za bor architects” tot winnaar uitgeroepen. Het ontwerp van het station voorziet in afbeeldingen van 12 vissoorten die leven in de rivieren van de regio Moskou op een witte wand en een onderbroken scheidingswand tussen de sporen.